# Palazzo Campana (Colle di Val d’Elsa)
O Palazzo Campana é um palácio italiano situado em Colle di Val d'Elsa, Província de Siena, sendo um dos ângulos mais sugestivos daquela cidade. 

## História e Arquitectura
O Palazo Campana, perfilado sobre a ponte homónima (a actual substituiu a antiga ponte levadiça que desmoronou no início do século XVI, é um belo exemplo da arquitectura maneirista do cinquecento toscano. Foi construido segundo um projecto de Giuliano di Baccio d’Agnolo, como relatado por Vasari, em 1536, e está parcialmente incompleto.
A fachada tem dois pisos, com um grandioso arco renascentista flanqueado por quatro janelões. A fachada é parte em arenito e parte em estuque, elementos que sobressaem com as cores do pôr-do-sol. A base do palácio é constituida por uma escarpa e um bastião que enfatizam o próprio edifício. 
O arco do Palazzo Campana acede à Via del Castello, a estrada principal do centro histórico de Colle di Val d'Elsa, flanqueada por numerosos edifícios patrícios que representavam o poder civil: o Palazzo del Capitano (século XVI - depois Palazzo Luci), o Palazzo Buonaccorsi (século XV), o Palazzo Giusti (séculos XV-XVI), e a Casa-torre di Arnolfo di Cambio, onde nasceu o célebre arquitecto colligiano Arnolfo di Cambio (século XIII).